# 9
| 9                  |
| ------------------ |
| Dødsfald - Fødsler |
|                    |

| Gregoriansk kalender | 9 IX                    |
| Ab urbe condita      | 762                     |
| Armensk kalender     | I/T                     |
| Kinesiske kalender   | 2705 – 2706 戊辰 – 己巳 |
| Etiopisk kalender    | 1 – 2                   |
| Jødisk kalender      | 3769 – 3770             |
| Hindukalendere       |                         |
| - Vikram Samvat      | 64 – 65                 |
| - Shaka Samvat       | N/A                     |
| - Kali Yuga          | 3110 – 3111             |
| Iransk kalender      | 613 BP – 612 BP         |
| Islamisk kalender    | 632 BH – 631 BH         |

Se også 9 (tal)

## Begivenheder
- Slaget i Teutoburgerskoven, hvor den romerske general Publius Varus mister 3 legioner (over 20.000 mand) i slaget mod germanerhøvdingen Arminius (Herman). Bestyrtelse i Rom.

## Født
- 17. november – Vespasian, romersk kejser (død 79)

## Dødsfald
- Publius Quinctilius Varus, romersk politiker og general (født 46 f.Kr. i Cremona (provins), Romerriget). (Selvmord).